# Helvetica (Fernsehserie)
Helvetica ist eine Schweizer Thrillerserie von Romain Graf. Die Serie wurde am 7. November 2019 auf RTS 1 erstmals ausgestrahlt.

## Handlung
Die Kosovo-Schweizerin Tina Wicky arbeitet als Putzfrau im Bundeshaus. An ihrem Geburtstag taucht Djeko auf, ein angeblicher Freund der Familie. Er zwingt sie, ihm sensible Dokumente im Zusammenhang mit einem Rüstungsgeschäft zu verschaffen. Bei der nächtlichen Aktion wird Djekos Handlanger von einem Wachmann erschossen.
Zur gleichen Zeit führt die Bundespräsidentin Kathy Kunz Verhandlungsgespräche um die Freilassung zweier Geiseln im Jemen. Der Kriminalbeamte Rainald Mann torpediert diese dabei unbeabsichtigt mit einer Razzia, da unter den Durchsuchten auch einer der Verhandlungspartner ist. Infolgedessen wird er strafversetzt. Dabei wird er auf den Einbruchversuch ins Bundeshaus aufmerksam. Mit seinem ehemaligen Arbeitskollegen führt er seine Ermittlungen im Geheimen weiter. Er kann Tina davon überzeugen, mit ihm zusammenzuarbeiten.
Kurz nach Abschluss der Verhandlungen kann Rainald Mann einen Anschlag bei der Ankunft der Geiseln verhindern. Währenddessen kämpft Tina an mehreren Fronten. Einerseits bezichtigt ihr Ehemann sie der Untreue, anderseits wurde ihre Tochter durch Djeko entführt. Dieser will von ihr Dokumente über ein geheimes Waffenlager, die im Büro der Bundespräsidentin lagern. Die Waffen sind zugleich ein geheimer Teil des ausgehandelten Abkommens.
Nach weiteren Ermittlungen spürt Rainald Mann den eigentlichen Drahtzieher hinter dem ersten Anschlag auf und kann einen zweiten Anschlag im Bundeshaus vereiteln.

## Rezeption
Während die Handlung mehrheitlich positiv aufgenommen wurde, gab insbesondere die Synchronfassung auf Schweizerdeutsch Anlass zur Kritik:

„In der nun synchronisierten Version von SRF gehen Vielfalt und Authentizität leider verloren. Die Mundart-Fassung wirkt aufgesetzt, die Dialoge sind abgehackt. Ganz im Gegensatz zur schlüssigen Originalfassung.“